# Tillandsia aequatorialis
Tillandsia aequatorialis är en gräsväxtart som beskrevs av Lyman Bradford Smith. Tillandsia aequatorialis ingår i släktet Tillandsia och familjen Bromeliaceae. Inga underarter finns listade i Catalogue of Life.